# Calamagrostis poluninii
Calamagrostis poluninii är en gräsart som beskrevs av Thorwald Thorvald Julius Sørensen. Calamagrostis poluninii ingår i släktet rör, och familjen gräs. Inga underarter finns listade i Catalogue of Life.